# Кокосовый джем
Кокосовый джем (малайск. seri kaya; таг. matamís sa báo, matamís na báo, или kalamay-hatì) — блюдо, распространённое в Юго-Восточной Азии. Изготавливается из кокосов, яиц и сахара.
Кая возникла на Хайнане и получила распространение в Малайзии и Сингапуре. В состав входит кокос (кокосовое молоко) и куриные или утиные яйца, подслащенные сахаром и приправленные листом пандана. Все ингредиенты просто смешиваются в нужной пропорции. Готовый продукт имеет сладкий, немного сливочный вкус, а цвет в зависимости от количества добавленного пандана может быть от зелёного до коричневого.
Употребляется в основном к завтраку (можно намазывать на булку и т. п.). Тост с каей — известное блюдо в сетях быстрого питания с азиатским уклоном.
Также кокосовый джем — праздничная еда в некоторых других регионах, например, на Кубе.